# سباستيان لوبيز
سباستيان لوبيز (بالإسبانية: Sebastián López Serrano)‏ (18 أغسطس 1961 العرائش المغرب - ) هو لاعب كرة قدم إسباني يلعب كمدافع.

## روابط خارجية
- سباستيان لوبيز على موقع الاتحاد الدولي (مؤرشف)  (الإنجليزية)